# Bigues (poble del Vallès)
Bigues és un poble al terme municipal de Bigues i Riells del Fai, al Vallès Oriental, al sector nord-occidental de la comarca. És el poble que fa de cap del seu municipi des de mitjan segle xx, que forma juntament amb Riells del Fai. És al nord-oest de la comarca, a llevant de Sant Feliu de Codines, a ponent de l'Ametlla del Vallès, al nord de Santa Eulàlia de Ronçana, a sota i a migdia dels Cingles de Bertí.
Inicialment era un poble petit, d'hàbitat dispers, amb un petit nucli de població al voltant de l'església parroquial de Sant Pere i Ca l'Atzet, amb un petit grup de cases al nord i a prop, conegut com el Veïnat. Aquest petit nucli es coneix amb el nom de la Parròquia de Bigues. És el lloc on es va construir la primera escola pública biguetana, al Turó, i el primer teatre i sala de ball de la població, pertanyent a la parròquia, que ara roman abandonat. Més a ponent, encara, hi ha el veïnat de masies disperses de Vallroja i el Pla.
Un cas a part era l'antiga parròquia de Sant Mateu de Montbui, el terme de la qual fou unit al de Bigues el segle xix. Pertanyien a aquesta parròquia les masies de Can Carreres, Can Duran, el Prat de Dalt, Can Regassol, Can Ribes, també coneguda com a Can Ribes de Montbui, i Can Viver, a més d'altres ja desaparegudes.

## Geografia
Romanen, entre dempeus i en ruïnes, un munt de masies i molins, que eren la base del poblament antic del poble de Bigues: Ca n'Ainé, Can Bacardí, Can Baldomer, la Baliarda, Can Barri, Can Bonrepòs, Can Bori, Can Boter, Can Canals, Can Coix, Collfred, Can Coromines, Can Curt del Rieral, Can Domènec, Can Duran, Ca l'Espasa, Can Febrera, Can Feliu, Can Feliuà, Can Fes, la Figuera, el Flix, Can Flixer, Can Flixeret, el Forn de Can Masponç, Can Gaietà, Can Granada, Can Gresola, Ca l'Isidre de Dalt, Ca l'Isidret Vell, Can Lledó, Can Llor, Can Mai-hi-són, Can Mas de Baix, Can Mas de Dalt, Can Masponç, Can Mestre Lluc, Can Met, Can Mirambell, el Molí d'en Barri, Can Molina, el Molinet, el Molí Sec, Can Noguera, Can Pecador, Can Pere Pau, Can Perera, Cal Pere Vedell, Can Petrallos, Can Piler, Can Pou, Can Prat de la Riba, Can Prat del Camí, Can Pruna Vell, Can Puça, Can Quimet, Can Ribafort, Can Riera, Can Roca, Can Roger, Can Rotxil, Can Roure, Can Segimon, Can Taberner, Can Tàpies, Cal Tasar, Can Torroella, Can Traver, Can Valls, Can Vedell, Can Vilanou, Vil·la Carlota…
Algunes d'elles estan agrupades en petits nuclis, com el del Rieral de Bigues (Ca l'Arcís, Can Bosc, Cal Ferrer, Can Prat Corona, Can Prat Nou, Can Pruna i Can Sapera), el ja quasi del tot irrecognoscible de Mont-ras, a l'entorn de l'església de Sant Bartomeu de Mont-ras (com Can Bernat, Can Bonfadrí, Can Cauma, Can Siurans i Can Xesc), el de la Parròquia de Bigues (Ca l'Atzet, Can Fideu, Can Garrigó, Can Masgrau i Ca n'Oliveres), el de la Torre (la Torre, Can Curt de la Torre, Cal Miquel, Ca la Vicenta), el de Vallroja i el Pla (Can Benet, Can Joan, Can Lleuger, Can Lluís, Can Margarins, Ca l'Oncle, Can Vermell) i Can Vila, el del Veïnat, (amb les cases agrupades de Can Bac, Can Gomires, Can Lluc, Can Samfaina i Can Verdú i les més distants de Can Benet Vell, Can Casanova, Can Frare, Can Jeroni i Can Puig). Moltes d'aquestes masies han estat el punt d'inici d'una de les urbanitzacions abans esmentades, i d'altres han esdevingut cases del Rieral de Bigues.
Durant el segle XX s'ha anat desenvolupant un segon nucli, que en l'actualitat és el principal, al Rieral de Bigues, a banda i banda de la carretera BP-1432 i a l'esquerra del Tenes. Més tard, sobretot en els darrers 25 anys, s'han anat estenent tot a l'entorn un munt d'urbanitzacions, que gradualment han anat passant de ser de segona residència a ser-ho de primera: Can Barri, Can Carreres, Can Regassol, El Castell de Montbui, El Diamant del Vallès, Can Febrera, La Font del Bou, La Font Granada, Els Manantials, Can Pruna, Mont Paradís, La Pineda, Els Saulons d'en Déu, Can Traver i El Turó com a urbanitzacions, a més del Polígon Industrial Can Barri.
Existeixen diverses fonts al terme: la font de Ca l'Argelic, l'Avencó, les Barbotes, la font del Bou, la font de Can Segimon, la font de la Figuerota i la font de la Guilla.

## Història
Pascual Madoz informa de San Pedro de Bigas en el seu Diccionario geográfico.... S'hi pot llegir que és un poble de 101 veïns (caps de casa) i 516 ànimes (habitants) situat en zona muntanyosa, amb terres fèrtil a causa de la riera de Atenas, en la qual s'aboquen diversos torrents, entre els quals destaca l'anomenat Barbotas, a la dreta del Tenes, que descriu com un pou d'on surt l'aigua com en un bullidor, però freda i en gran abundància. També esmenta una segons surgència, que anomena la Bancó (l'Avencó), vint passes aigua avall respecte de les Barbotes i l'altre costat del Tenes, en un lloc on s'obre una mena de caverna entre les roques (un avencó). Segons Madoz, les aigües d'aquesta segona surgència estan relacionades amb el Congost, ja que quan plou per la banda d'aquell riu, les aigües de l'Avencó surten tèrboles.
En aquella època Bigues produïa diverses menes de cereals, llegums, cànem, verdures i vi, tot i que no gaire bo. Hi ha ovelles de llana, cabres i porcs. També esmenta una incipient industrialització, amb un tint, un batà i un molí fariner. Formen el poble 120 cases, amb tres barris, que esmenta com a Veinat, Vallroja i Rieral.
A principis del segle xx, Cels Gomis diu sobre Bigues, textualment, el següent: L'ajuntament d'aquest municipi se reuneix a Riells del Fay y està format per les següents entitats: lo poble de Bigues, los caserius de Riells, lo Picardell, lo Plà del Vermell, Sant Matéu de Montbuy, La Torre y La Vall Blanca de Riells y 185 cases escampades, reunint un total de 263 edificis amb 908 habitants de fet i 899 de dret.